# (33017) Wroński
(33017) Wroński ist ein Asteroid des Hauptgürtels, der am 9. April 1997 vom belgischen Astronomen Eric Walter Elst am La-Silla-Observatorium (IAU-Code 809) der Europäischen Südsternwarte in Chile entdeckt wurde.
Der Asteroid ist Mitglied der Veritas-Familie, einer Gruppe von Asteroiden, die nach (490) Veritas benannt ist und vermutlich vor 8,3 (± 0,5) Millionen Jahren durch das Auseinanderbrechen eines 150 km durchmessenden Asteroiden entstanden ist.
(33017) Wroński wurde am 22. Januar 2008 nach dem polnischen Philosophen und Mathematiker Josef Hoëné-Wronski (1778–1853) benannt, der in der Philosophie den „Messianismus“ definierte, der als absolute Philosophie die Menschheit umfassend erneuern sollte. In der Mathematik schlug Wronski eine Reihenentwicklung für Funktionen vor, deren Koeffizienten die heute so genannten Wronski-Determinanten sind.